# Mercy Streets
Mercy Streets is een Amerikaanse christelijke dramafilm uit 2000, geschreven en geregisseerd door Jon Gunn. De hoofdrollen worden vertolkt door Eric Roberts, David White en Cynthia Watros.

## Verhaal
Tweelingbroers John en Jeremiah (dubbelrol van White) werden op jonge leeftijd gescheiden en weten niet van elkaars bestaan af. John groeide op in instellingen en werkt nu voor de criminele Rome (Roberts). Jeremiah daarentegen groeide op in een religieus gezin en is dominee geworden.
Wanneer John per ongeluk een groot geldbedrag kwijtspeelt, slaat hij op de vlucht voor de razende Rome en komt hij terecht in een slapend stadje waar hij voor Jeremiah wordt aanzien. Jeremiah wordt op zijn beurt door Rome aanzien voor John en gevangen genomen. De broers zijn nu verplicht om elkaars leven te leiden.

## Rolverdeling
| Acteur           | Personage       |
| ---------------- | --------------- |
| Eric Roberts     | Rome            |
| David White      | John / Jeremiah |
| Cynthia Watros   | Sam             |
| Shiek Mahmud-Bey | Tex             |
| Lawrence Taylor  | Dan             |
| Stacy Keach      | Tom             |
| Robert LaSardo   | T.J.            |
| Lisa Furst       | Sunny           |
| Kevin Downes     | Peter           |

## Ontvangst
Mercy Streets kreeg overwegend negatieve kritieken van de filmcritici, met een score van 13% op Rotten Tomatoes, gebaseerd op 8 beoordelingen. Metacritic gaf de film een score van 28 op 100, gebaseerd op 5 beoordelingen.